# Palazzo Comunale (Grammichele)
Il Palazzo Comunale di Grammichele è la sede del municipio del comune italiano di Grammichele della  città metropolitana e della provincia di Catania.

## Storia
La località di Occhiolà fu completamente distrutta dal terremoto del 1693, e fu quindi volontà del principe Carlo Maria Carafa di ricostruire il paese a due chilometri di distanza su uno dei suoi feudi. Fu data priorità alla costruzione di una grande chiesa madre intitolata a san Michele Arcangelo patrono dei terremoti. Ma la sua costruzione fu molto lenta, anche a causa della morte del principe nel 1695, e nel 1720 venne ceduto una parte del territorio della chiesa per la costruzione del nuovo palazzo Giuratorio: Iuratoria Domus.
Alla sua costruzione fu dato incarico al capomastro Onofrio Grosso già incaricato alla costruzione della vicina chiesa. Originariamente l'edificio aveva tre porte d'ingresso con tre balconi e mensole a forma di testa di animali: delfini e cavalli. La loggia superiore, conosciuta come loggetta Belvedere, era completa di statue in pietra raffiguranti le virtù cardinali. La sua struttura era di molto inferiore alla grande chiesa attigua, a testimonianza di quanto fosse mone importante il potere politico da quello religioso. 
Il palazzo fu completamente modificato per volontà del sindaco Andrea Vaccaro con delibera del 1888 e destinato a palazzo Comunale alla fine dell'Ottocento. Il disegno del nuovo palazzo fu affidato nel 1896 all'architetto Carlo  Sada. Il nuovo progetto aveva assonanze con il Teatro Massimo Vincenzo Bellini Catania che era stato disegnato sempre da Spada, assonanze che ancora si presentano. Il progetto iniziale subì numerose modifiche a causa di problemi conseguenti al territorio che non si presentava con un banco di tufo dove era stato individuato, portando a modifiche nelle fondazioni che dovettero essere posizionate in maggiore profondità. Il materiale atto alla costruzione fu oggetto di controllo da parte del Regio Istituto Tecnico Superiore di Milano che richiese ulteriore tempo. Il palazzo però risultò essere molto stabile anche durante il terremoto del 1898. 
A memoria della storia l'amministrazione comunale ha posto due targhe a ricordo delle date storiche della sua edificazione. commemorative. Il porticato ospita a destra la scritta: «nel 1693 / i rimasti della terra / d'occhiolà / questo altipiano / vennero ad abitare»; e a sinistra «nel 1898 / a nuova sede del comune / questo palazzo ergevasi / architetto carlo sada - da Milano»

## Descrizione
Il palazzo è in roccia di calcare proveniente dal Palazzolo Acreide mentre la facciata principale è in pietra da taglio e presenta l'alta zoccolatura in lavica di Militello e si sviluppa su tre livelli. La prima ospita tre grandi arcate e l'ingresso principale. La sezione centrale riprende le aperture con tre grandi finestroni completi di balconata. Laterali due nicchie ospitano le statue raffiguranti figure femminili. Il fabbricato culmina con la terza sezione che riprende le tre aperture e corrispondenti alle nicchie inferiori sono presenti due finestre ad arco. Corona la facciata l'orologio proveniente dalla chiesa Madre. Il fronte si sviluppa anche in senso verticali su tre sezioni di cui quello centrale aggettante rispetto ai due laterali.
Il nuovo palazzo risulta essere di forma maggiormente slanciata ponendo il potere politico al medesimo livello di quello ecclesiastico.